# Дур-Шарукин
Дур-Шарукин је био главни град Асирије у време Саргона II. Данас се то место назива Хорсабад у северном Ираку, 15 километара североисточно од Мосула. 

## Историја
Саргон II је 713. п. н. е. наредио да се изгради нова палата и град 20 километара од Ниниве. Град је био правоугаоног облика и мерила је 1760 метара са 1635 метара. Заузимао је 3 квадратна километра. Град је имао масивне зидове, а био је заштићен са 157 кула. У град се улазило из свих смерова на седам врата. На терасама су се налазили храмови и краљевске палате. Главни храм је био посвећен боговима Набу, Шамаш и Син. Изграђен је и зигурат. Палата је била украшена са зидним рељефима, а са стране врата налазиле су се статуе крилатих бикова са људском главом. Двор се преселио у Дур-Шарукин 706. п. н. е., иако још није било све завршено. Саргон II је убијен у бици 705. п. н. е., а његов син и наследник Сенахериб напустио је очев пројекат и за главни град је одабрао Ниниву. Дар-Шарукин никад није потпуно завршен и коначно је био напуштен, када је век касније пало Асирско царство.

## Откриће
Град је најпре открио француски конзул у Мосулу Пол Емил Бота 1843. године. Бота је веровао да је Хорсабад место библијске Ниниве. Ископавања су вршена 1842-1844 и 1852-1855, а нађени предмети су однесени у Лувр. Амерички археолози су ископавали на подручју Дур-Шарукина од 1928 до 1935.